# Persone di cognome Wu
| Questa pagina contiene informazioni ricavate automaticamente dalle voci biografiche con l'ausilio del template Bio e di un bot. L'aggiornamento è periodico e automatico e ricostruisce completamente la pagina. Se manca una persona in questa lista, sei pregato di non aggiungerla, ma accertati piuttosto che la sua voce biografica contenga il template Bio e che i dati anagrafici siano correttamente compilati. Se il template Bio manca, inseriscilo tu stesso o, in alternativa, metti l'avviso {{tmp\|Bio}} che ne segnala la mancanza. Se i dati riportati sono sbagliati, correggi direttamente la voce biografica; le modifiche saranno visibili in questa lista entro pochi giorni. Per chiarimenti vedi il progetto antroponimi. La lista contiene solo le 94 persone che sono citate nell'enciclopedia e per le quali è stato implementato correttamente il template Bio. Pagina aggiornata al 7 mag 2025. |

Questa è una lista di persone presenti nell'enciclopedia che hanno il cognome Wu, suddivise per attività principale.

## Arrampicatori(1)
- Wu Peng, arrampicatore cinese (Hunan, n. 2002)

## Artisti marziali(3)
- Wu Bin, artista marziale cinese (n. 1937)
- Wu Dachao, artista marziale cinese
- Wu Tipang, artista marziale cinese

## Attivisti(1)
- Harry Wu, attivista cinese (Shanghai, n. 1937 - Honduras, † 2016)

## Attori(3)
- Chris Wu, attore, cantante e modello taiwanese (Taipei, n. 1989)
- Jacky Wu, attore, artista marziale e regista cinese (Pechino, n. 1974)
- Kenji Wu, attore, cantante e blogger taiwanese (Taiwan, n. 1979)

## Attrici(5)
- Constance Wu, attrice statunitense (Richmond, n. 1982)
- Elisabetta Wu, attrice cinese (Shanghai, n. 1946)
- Wu Jinyan, attrice cinese (Chengdu, n. 1990)
- Vivian Wu, attrice cinese (Shanghai, n. 1966)
- Wu Yin, attrice cinese (Tientsin, n. 1909 - Shanghai, † 1991)

## Botanici(1)
- Ming Hsiang Wu, botanico cinese (n. 1936)

## Calciatori(11)
- Wu Bing, ex calciatore e ex giocatore di calcio a 5 cinese (Shanghai, n. 1968)
- Wu Chengying, ex calciatore cinese (Shanghai, n. 1975)
- Wu Hao, ex calciatore cinese (Pechino, n. 1983)
- Wu Lei, calciatore cinese (Nanchino, n. 1991)
- Wu Pingfeng, ex calciatore cinese (Zhongshan, n. 1981)
- Wu Qunli, ex calciatore cinese (Canton, n. 1960)
- Wu Shaocong, calciatore cinese (Zhengzhou, n. 2000)
- Wu Weian, ex calciatore cinese (Meizhou, n. 1981)
- Wu Wenbing, ex calciatore cinese (Xingning, n. 1967)
- Wu Xi, calciatore cinese (Shijiazhuang, n. 1989)
- Wu Yuhua, ex calciatore cinese (n. 1960)

## Canottiere(1)
- Wu You, canottiera cinese (Jinzhou, n. 1984)

## Cantanti(6)
- Jacky Wu, cantante, attore e conduttore televisivo taiwanese (Tainan, n. 1962)
- Kris Wu, cantante e attore cinese (Canton, n. 1990)
- Nicky Wu, cantante, attore e doppiatore taiwanese (Taipei, n. 1970)
- Vanness Wu, cantante e attore taiwanese (Santa Monica, n. 1978)
- Gui Gui, cantante e attrice taiwanese (Taiwan, n. 1989)
- Wu Yingyin, cantante cinese (Shanghai, n. 1922 - Los Angeles, † 2009)

## Cantautori(1)
- Wu Bai, cantautore, attore e conduttore televisivo taiwanese (Taipei, n. 1968)

## Cestiste(2)
- Wu Di, ex cestista cinese (Dandong, n. 1993)
- Wu Tongtong, cestista cinese (Fuxin, n. 1994)

## Cestisti(4)
- Wu Chengzhang, ex cestista cinese (n. 1924)
- Wu Naiqun, ex cestista cinese (Shenyang, n. 1971)
- Wu Qian, cestista cinese (n. 1994)
- Wu Qinglong, ex cestista e allenatore di pallacanestro cinese (Dalian, n. 1965)

## Coreografi(1)
- Kuo Chu Wu, coreografo e regista teatrale taiwanese (Kaohsiung, n. 1970 - Taipei, † 2006)

## Diplomatici(2)
- Wu Tingfang, diplomatico e politico cinese (Malacca, n. 1842 - Canton, † 1922)
- Wu Xueqian, diplomatico e politico cinese (Shanghai, n. 1921 - Pechino, † 2008)

## Fisiche(1)
- Wu Jianxiong, fisica cinese (Shanghai, n. 1912 - New York, † 1997)

## Generali(3)
- Wu Jing, generale cinese († 203)
- Wu Peifu, generale e politico cinese (Penglai, n. 1874 - Pechino, † 1939)
- Wu Sangui, generale cinese (Gaoyou, n. 1612 - Hengyang, † 1678)

## Giuristi(1)
- John C. H. Wu, giurista e scrittore cinese (Ningbo, n. 1899 - Taipei, † 1986)

## Goiste(1)
- Wu Yiming, goista cinese (Wuxi, n. 2006)

## Goisti(1)
- Go Seigen, goista cinese (Xian di Minhou, n. 1914 - Odawara, † 2014)

## Imprenditrici(2)
- Wu Yajun, imprenditrice cinese (n. 1964)
- Wu Ying, imprenditrice cinese (Dongjang, n. 1981)

## Matematici(1)
- Wu Wenjun, matematico cinese (Shanghai, n. 1919 - Pechino, † 2017)

## Medici(1)
- Wu Lien-teh, medico malese (Penang, n. 1879 - Penang, † 1960)

## Militari(1)
- Wu Zixu, militare e politico cinese (n. 559 a.C. - † 484 a.C.)

## Modelle(1)
- Pace Wu, modella, attrice e cantante taiwanese (Taiwan, n. 1978)

## Nuotatori(1)
- Wu Peng, ex nuotatore cinese (Hangzhou, n. 1987)

## Nuotatrici(3)
- Wu Jingyan, sincronetta cinese (n. 2000)
- Wu Qingfeng, nuotatrice cinese (Shaoxing, n. 2003)
- Wu Yanyan, ex nuotatrice cinese (Liaoyang, n. 1978)

## Pattinatori di short track(1)
- Wu Dajing, pattinatore di short track cinese (Jiamusi, n. 1994)

## Pittori(3)
- Wu Daozi, pittore cinese (Yuzhou)
- Wu Li, pittore, poeta e calligrafo cinese (Changshu, n. 1632 - Shanghai, † 1718)
- Wu Zhen, pittore e poeta cinese (Jiaxing, n. 1280 - † 1354)

## Politiche(2)
- Michelle Wu, politica statunitense (Chicago, n. 1985)
- Wu Yi, politica cinese (Wuhan, n. 1938)

## Politici(2)
- David Wu, politico statunitense (Hsinchu, n. 1955)
- Wu Guanzheng, politico cinese (Contea di Yugan, n. 1938)

## Registe(1)
- Alice Wu, regista e sceneggiatrice statunitense (San Jose, n. 1970)

## Registi(2)
- Wu Wenguang, regista cinese (Yunnan, n. 1956)
- Wu Yonggang, regista cinese (Shanghai, n. 1907 - † 1982)

## Schermidori(1)
- Wu Hanxiong, schermidore cinese (Shantou, n. 1988)

## Sciatrici freestyle(1)
- Wu Meng, sciatrice freestyle cinese (Jilin, n. 2002)

## Scrittori(3)
- Wú Chéng'ēn, scrittore cinese (Huai'an, n. 1504 - Huai'an, † 1582)
- Wu Jingzi, scrittore cinese (Contea di Quanjiao, n. 1701 - Yangzhou, † 1754)
- Wu Weiye, scrittore e poeta cinese (n. 1609 - † 1671)

## Snowboarder(1)
- Wu Shaotong, snowboarder cinese (Harbin, n. 1998)

## Sollevatori(4)
- Wu Jingbiao, sollevatore cinese (Changle, n. 1989)
- Wu Meijin, ex sollevatore cinese (Rui'an, n. 1980)
- Wu Shude, ex sollevatore cinese (Nanning, n. 1959)
- Wu Wenxiong, sollevatore cinese (n. 1981)

## Stilisti(1)
- Jason Wu, stilista taiwanese (Contea di Yunlin, n. 1982)

## Taekwondoka(1)
- Wu Jingyu, taekwondoka cinese (Jingdezhen, n. 1987)

## Tennistavoliste(1)
- Jennifer Wu, tennistavolista statunitense (Fort Lee, n. 1990)

## Tenniste(1)
- Wu Fang-hsien, tennista taiwanese (Taipei, n. 1999)

## Tennisti(3)
- Wu Di, tennista cinese (Shanghai, n. 1991)
- Wu Tung-lin, tennista taiwanese (Taichung, n. 1998)
- Wu Yibing, tennista cinese (Hangzhou, n. 1999)

## Tiratori a segno(1)
- Felipe Wu, tiratore a segno brasiliano (San Paolo, n. 1992)

## Triplisti(1)
- Wu Ruiting, triplista cinese (Dongguan, n. 1995)

## Tuffatrici(2)
- Wu Minxia, ex tuffatrice cinese (Shanghai, n. 1985)
- Melissa Wu, tuffatrice australiana (Penrith, n. 1992)

## Velocisti(1)
- Wu Zhiqiang, velocista cinese (Tongliao, n. 1994)

## Senza attività specificata(2)
- Wu Hui-ju, ex arciera taiwanese (Tainan, n. 1982)
- Wu Xiaoxuan, ex tiratrice a segno cinese (Hangzhou, n. 1958)